# BMW・M54エンジン

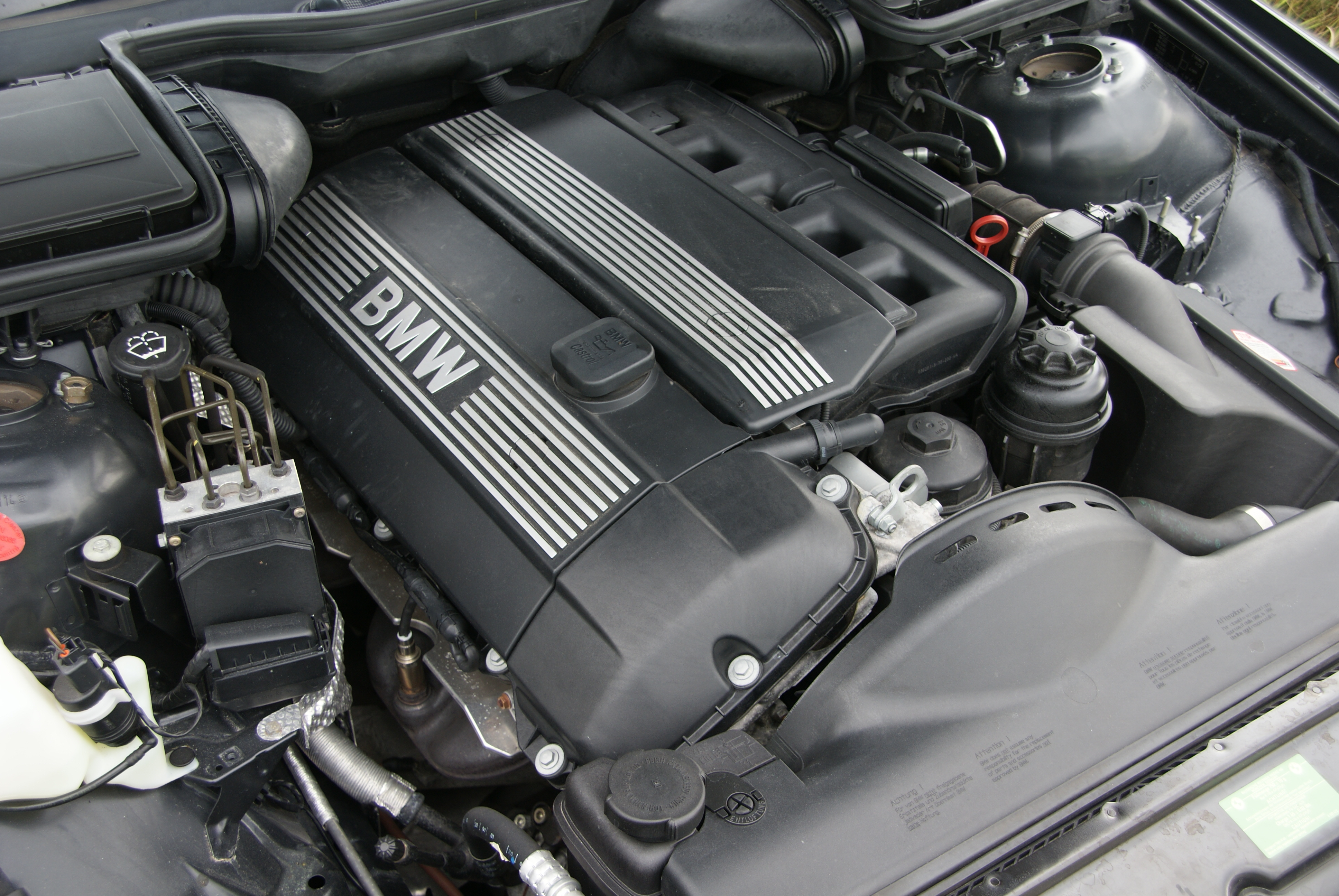
BMW M54エンジンの外観

BMW M54 エンジンは「ストレート6」 、「シルキー6」と呼ばれるBMWの当時の主力エンジンであり、M52エンジンに置き換わる形で 2000年-2006年まで生産された。テクニカルアップデート (TU) 版のM54エンジンは無く、 M54エンジンは7年間にわたり同じ形式で生産された。BMW N52 エンジンが2004年に開発され、M54エンジンは徐々に後継機種に置き換わっていった。E46 M3などに搭載されたS54B32についても言及する。

## 概要
前型のM52TUエンジンとM54エンジンの大きな違いはフュエルリターンシステムが無いこと、機械的補助機構なしの電子制御式スロットルであること 、電子式サーモスタットの搭載 アルミニウム製ブロックとシリンダーの採用（シリンダーライナーは鋳鉄） 、デュアルVANOSと呼ばれる吸気排気両カムシャフトへの可変バルブ機構であること、 可変吸気機構 (BMWの名称では "DISA")を備えている点などが挙げられる。点火プラグがM52が2極スパークプラグ（BKR6EK）だったものが、M54エンジンは4極スパークプラグ（BKR6EQUP）となっている。
M52エンジンとM54エンジンは外見上インテークマニホールド（エンジンルームを車体前部から見て右側）の形状で見分けることが出来る。M52エンジンのインテークマニホールドは肋骨のように細いインテークパイプがカーブを描いて下降して集合しているのに対し、M54エンジンは水平方向にフラットで太いインテークパイプ形状である。また手前補器カバー下のカムシャフトセンサーがM52エンジンでは1個、M54エンジンではデュアルVANOSになったため2個付いている。ほかM52エンジンはエンジンルームを前から見て左側にエンジンコンピューター診断用丸型20ピンコネクタがあるが（常時はスクリュー式のキャップがついており直径10cm程度である）、M54エンジンから廃止され室内運転席側にOBD2が設置されている。以上の3点を除くとM52エンジンとM54エンジンを外見上見分けるのは難しい。
なお形式上はM52エンジンとM54エンジン排気量は被っていないため、M52エンジンとM54エンジンはその排気量で見分けることが出来る。
M54エンジンの欠点は、高温時にラジエターサブタンクが破損しやすいこと（5万-10万kmでほぼ破損する）、アイドリング時に頻回にエレクトリックファンが回転し室内でもかなり響くことである。M54エンジンはM52エンジンからのマイナーな変更（主にエンジン制御、エレクトリック）に留まり、エンジンサウンドや回転特性はM52エンジンとM54エンジンはかなりよく似ている。

## M54
| エンジン | 内径                 | パワー                     | トルク                     | レッドゾーン | ボア           | ストローク       | 圧縮比 | 生産開始年 |
| -------- | -------------------- | -------------------------- | -------------------------- | ------------ | -------------- | ---------------- | ------ | ---------- |
| M54B22   | 2,171 cc (132 cu in) | 125 kW (168 hp) @ 6100 rpm | 210 N⋅m (155 lb⋅ft) @ 3500 | 6500         | 80 mm (3.1 in) | 72 mm (2.8 in)   | 10.8:1 | 2000       |
| M54B25   | 2,494 cc (152 cu in) | 141 kW (189 hp) @ 6000 rpm | 245 N⋅m (181 lb⋅ft) @ 3500 | 6500         | 84 mm (3.3 in) | 75 mm (3.0 in)   | 10.5:1 | 2000       |
| M54B30   | 2,979 cc (182 cu in) | 170 kW (228 hp) @ 5900 rpm | 300 N⋅m (221 lb⋅ft) @ 3500 | 6500         | 84 mm (3.3 in) | 89.6 mm (3.5 in) | 10.2:1 | 2000       |

### M54B22
2,171ccの M54B22 エンジンは最高出力 125 kW (168 hp)  を6100 rpm で発生し、 210 N⋅m (150 lb⋅ft) のトルクを 3500 rpmで発生させる。
搭載車両:
- 2000-2006 E46 320i, 320Ci
- 2000-2003 E39 520i
- 2000-2002 E36/7 Z3 2.2i
- 2003-2005 E85 Z4 2.2i
- 2003-2005 E60/E61 520i

### M54B25
2,494 cc のM54B25 エンジンは最大出力 141 kW (189 hp) を 6000 rpmで発生し 245 N⋅m (181 lb⋅ft) のトルクを 3500 rpmで発生させる。
搭載車両:
- 2000-2002 E36/7 Z3 2.5i
- 2000-2006 E46 325i, 325xi, 325Ci
- 2000-2004 E46/5 325ti
- 2000-2004 E39 525i
- 2003-2005 E60/E61 525i, 525xi
- 2003-2006 E83 X3 2.5i
- 2002-2005 E85 Z4 2.5i

### M54B30
2,979ccの M54B30 は M54エンジンシリーズの中では最大で、ストロークは89.6mm、出力は 170 kW (230 hp) を 5,900 rpm で発生し、トルクは 300N・mを 3,500 rpmで発生させる。  カナダやアメリカではMパッケージでこれ以上の出力が出せるものも市販されている。 このエンジンは異形カムシャフトとエンジン制御で 175 kW (235 hp) を 5,900 rpm で発生させ同時に 301ニュートンメートル (222 lb⋅ft) を3500 rpmで発生させることが出来、 レッドゾーンも 6800 rpm (カナダでは 6500 rpm のリミッターがある)まで回転する。
M54B30 は Ward's 10 Best Engines に 2001-2003年までリストアップされていた。
搭載車両:
- 2000-2006 E46 330i, 330xi, 330Ci
- 2000-2004 E39 530i
- 2000-2002 E36/7 Z3 3.0i
- 2003-2005 E60 530i
- 2002-2005 E85 Z4 3.0i
- 2003-2006 E83 X3 3.0i
- 2000-2006 E53 X5 3.0i
- 2002-2005 E65/E66 730i, 730Li

## S54

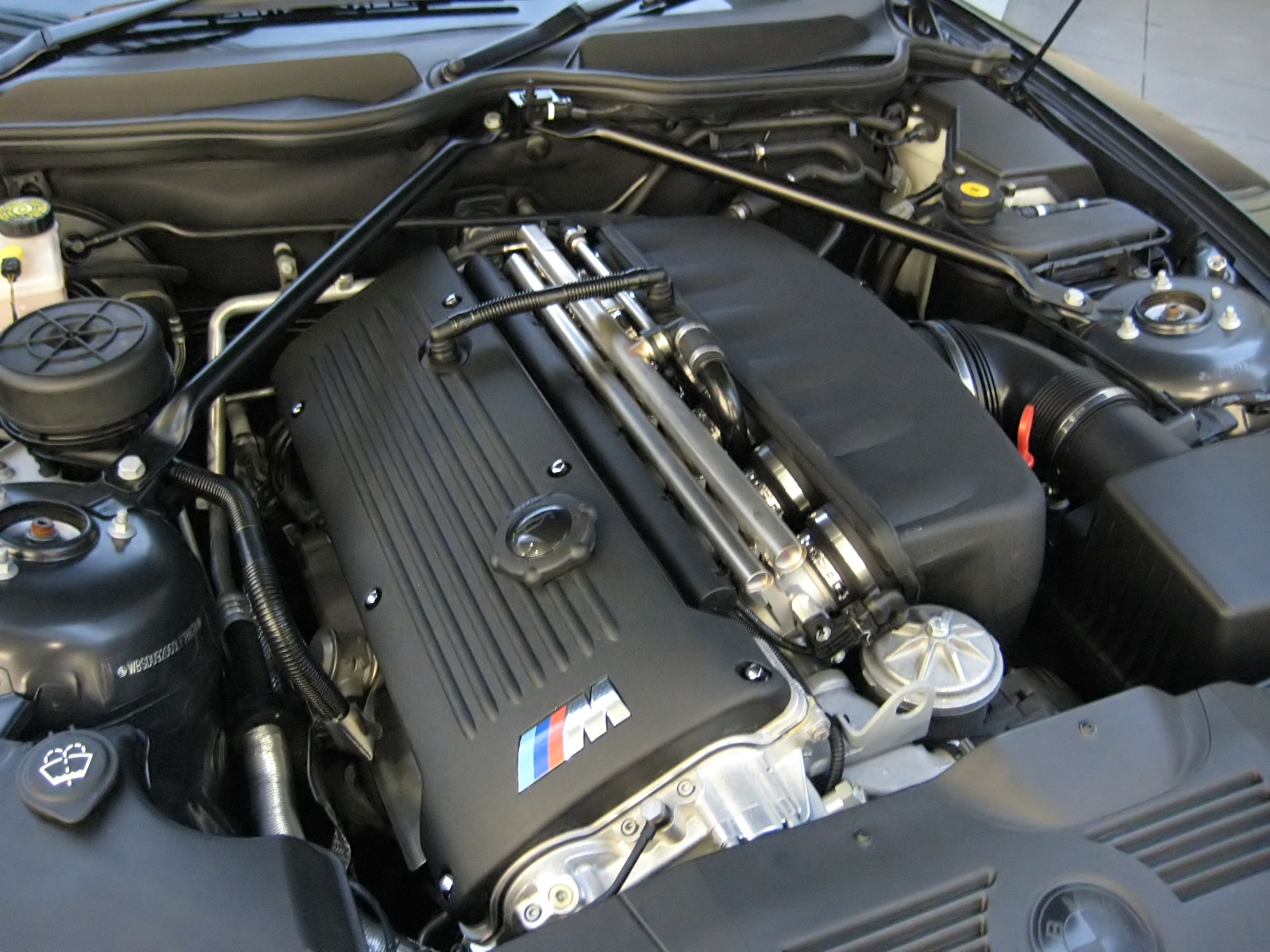
BMW Z4 Mクーペに搭載されたS54B32

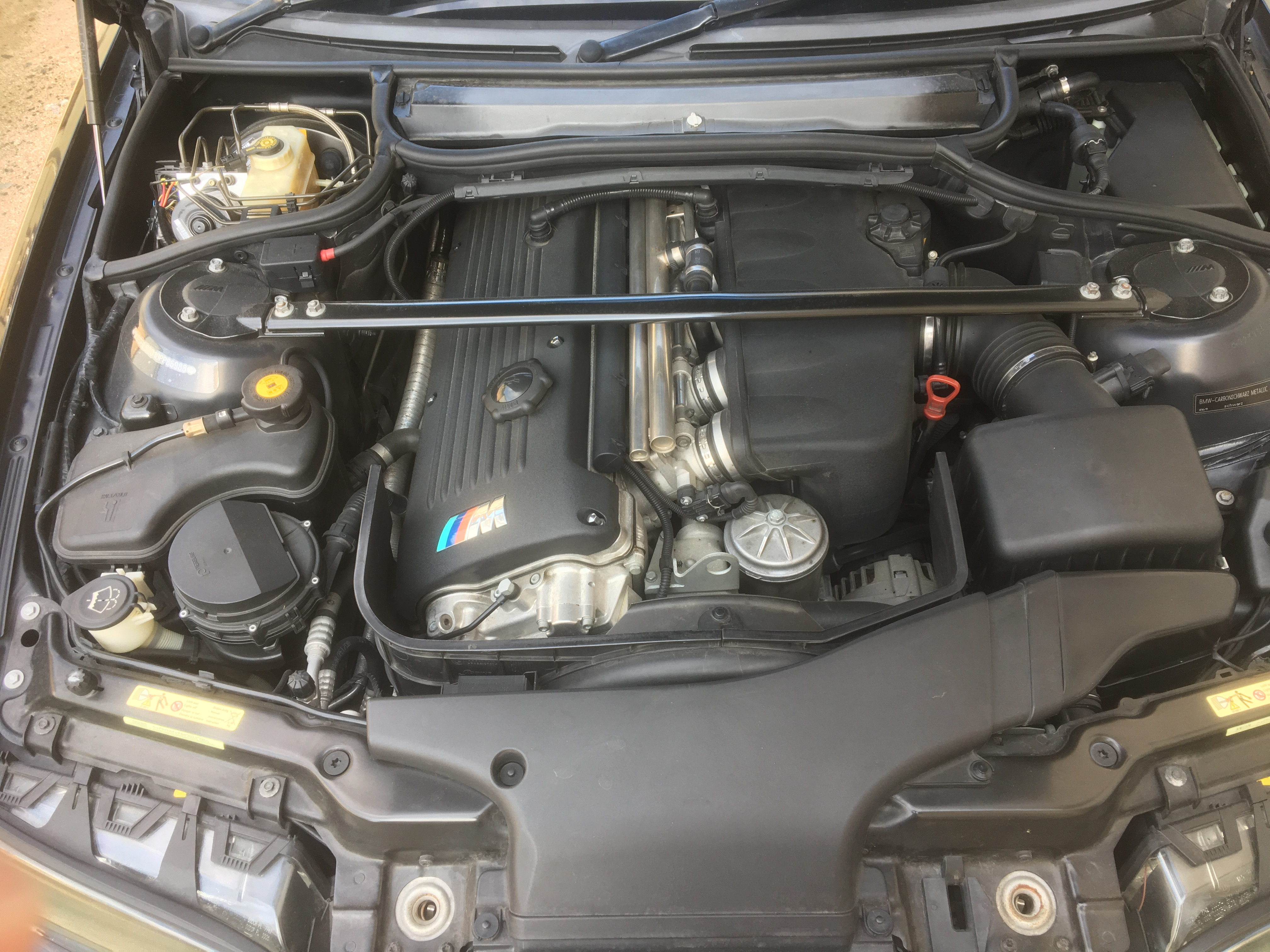
E46-M3に搭載されたS54B32

S54 は M54のハイパフォーマンスバージョンであるが、シリンダーブロックはアルミ製のM54ではなく、強度に勝るE36 M3に使用されたS50B32の鋳鉄製シリンダーブロックを使用している。S50B32も、S50B30をボアアップしてシリンダー径86.4 mmとしたエンジンであり元々シリンダー間は狭かったが、S54B32ではそれを更にボアアップしてボアを86.4から87mmに拡大し、若干ではあるが排気量を増やしている。S50B32との共通の部品は4つのみ。
レブリミットは8000回転という高回転型エンジンで、ピストンにはグラファイトコーティングが施され、鍛造スチールのコンロッドやクランクシャフトなどは新規に設計された。クランクケースは高出力に耐えるために、ねずみ鋳鉄製が用いられている。吸気系・排気系ともに無段階の可変バルブシステム（ダブルVANOS）が採用され、吸気ファンネルやインマニの形状にはF1で培った技術が使用された。排気系はダブルフロー構造でオールステンレス製とされた。
| エンジン | 内径                 | パワー                     | トルク                     | レッドゾーン | ボア           | ストローク     | 圧縮比 | 生産開始年 |
| -------- | -------------------- | -------------------------- | -------------------------- | ------------ | -------------- | -------------- | ------ | ---------- |
| S54B32   | 3,246 cc (198 cu in) | 256 kW (343 hp) @ 7900 rpm | 365 N⋅m (269 lb⋅ft) @ 4900 | 8000         | 87 mm (3.4 in) | 91 mm (3.6 in) | 11.5:1 | 2000       |
| S54B32HP | 3,246 cc (198 cu in) | 265 kW (355 hp) @ 7900 rpm | 370 N⋅m (273 lb⋅ft) @ 4900 | 8000         | 87 mm (3.4 in) | 91 mm (3.6 in) | 11.5:1 | 2003       |

### S54B32
最高出力の343馬力は7900回転で発揮される。最大トルクは37.2kgm/4900回転。
E46 M3、 Z3 M クーペ / ロードスター、また E85 Z4 M ロードスター / E86 M クーペに搭載された。
- 2000-2006 E46 M3 (北アメリカのみ) 252 kW (338 hp), 365 N⋅m (269 lb⋅ft)
- 2000-2006 E46 M3 (北アメリカ以外) 239 kW (321 hp), 354 N⋅m (261 lb⋅ft)
- 2000-2002 Z3 M クーペ / ロードスター (北アメリカのみ) 235 kW (315 hp), 341 N⋅m (252 lb⋅ft)
- 2002-2011 Wiesmann Roadster MF3[9] 256 kW (348 PS), 365 N⋅m (269 lb⋅ft)
- 2006-2008 E85/E86 Z4M (北アメリカ以外) 252 kW (343 PS), 365 N⋅m (269 lb⋅ft)
- 2006-2008 E85/E86 Z4M (北アメリカのみ) 246 kW (330 hp), 355 N⋅m (262 lb⋅ft)

### S54B32HP

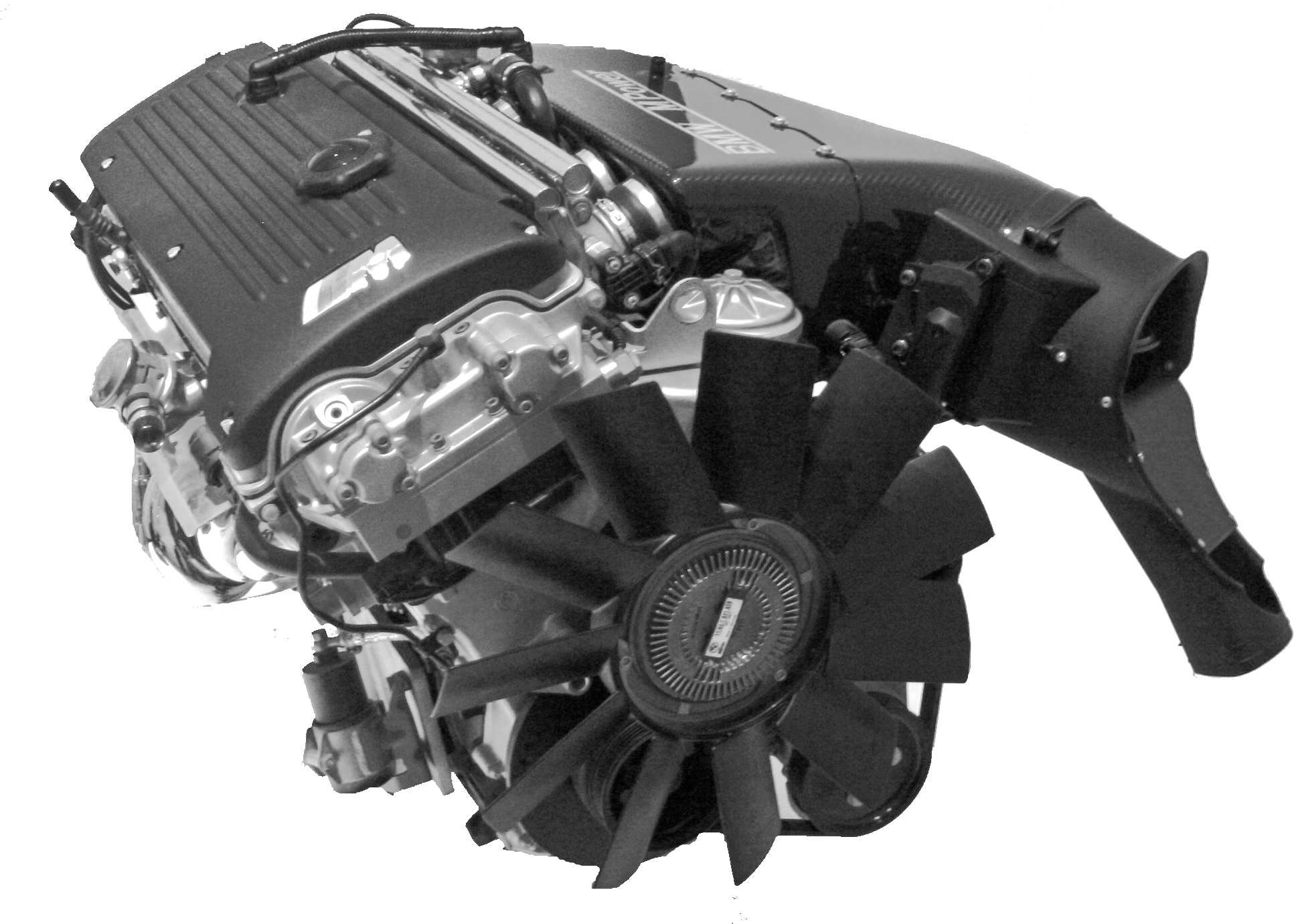
S54B32HPエンジン

S54B32HPは、S54B32の高出力バージョンで、2003年に1383台のみ発売されたE46 M3 CSLで使用された。多くの部品はS54B32と共通で、エンジン本体では排気側のカムシャフトの変更と軽量化された排気バルブが採用されたのみであるが、エンジン内部の稼働部品の表面処理によって内部摩擦の低減が図られている。他の変更点としては、高吸入カーボン製インテークの採用と吸気量センサーの変更が挙げられる。エキマニも変更されている。
- 2003 E46 M3 CSL 265 kW (360 PS), 370 N⋅m (270 lb⋅ft)